# Števanovci
Števanovci (madžarsko Apátistvánfalva, nemško Stephansdorf) so naselje na Madžarskem, ki spada pod občino Monošter. Ležijo nekaj kilometrov od meje s Slovenijo.